# SKU
SKU (/ˌɛsˌkeɪˈjuː/ hoặc /ˈskuː/ SKOO hoặc /ˈskjuː/) là từ viết tắt của cụm từ tiếng Anh Stock-Keeping Unit, nghĩa là "Đơn vị lưu kho". Trong lĩnh vực quản lý hàng tồn, một "đơn vị lưu kho" hay SKU là một dạng quy ước nhằm phân loại mặt hàng để bán, đó có thể là một sản phẩm hoặc dịch vụ, và kèm tất cả các thông số, thuộc tính liên quan với các loại item mà phân biệt nó với các loại mặt hàng khác. Đối với một sản phẩm, những thuộc tính có thể bao gồm: nhà sản xuất, mô tả, vật liệu, kích thước, màu sắc, bao bì, và các điều khoản bảo hành. Khi một doanh nghiệp có hàng tồn kho, họ kiểm số lượng và nó hiển thị kèm các số SKU. SKU cũng dùng để chỉ một định danh duy nhất hoặc một đoạn mã tương ứng đơn vị lưu kho cụ thể. Các mã này không được quy định cũng không được chuẩn hóa. Khi một công ty nhận được hàng từ một nhà cung cấp, họ có thể chọn duy trì SKU của nhà cung cấp hoặc tạo của riêng mình. Phương pháp theo dõi thực tế khác với nhiều chuẩn khác nhau, như Mã hàng quốc tế (UPC - Universal Product Code), Mã số quy định quốc tế (EAN - International Article Number), Mã số Thương mại toàn cầu (GTIN - Global Trade Item Number), và Mã số sản phẩm của Úc (APN - Australian Product Number).